# Order Krzyża Pogoni

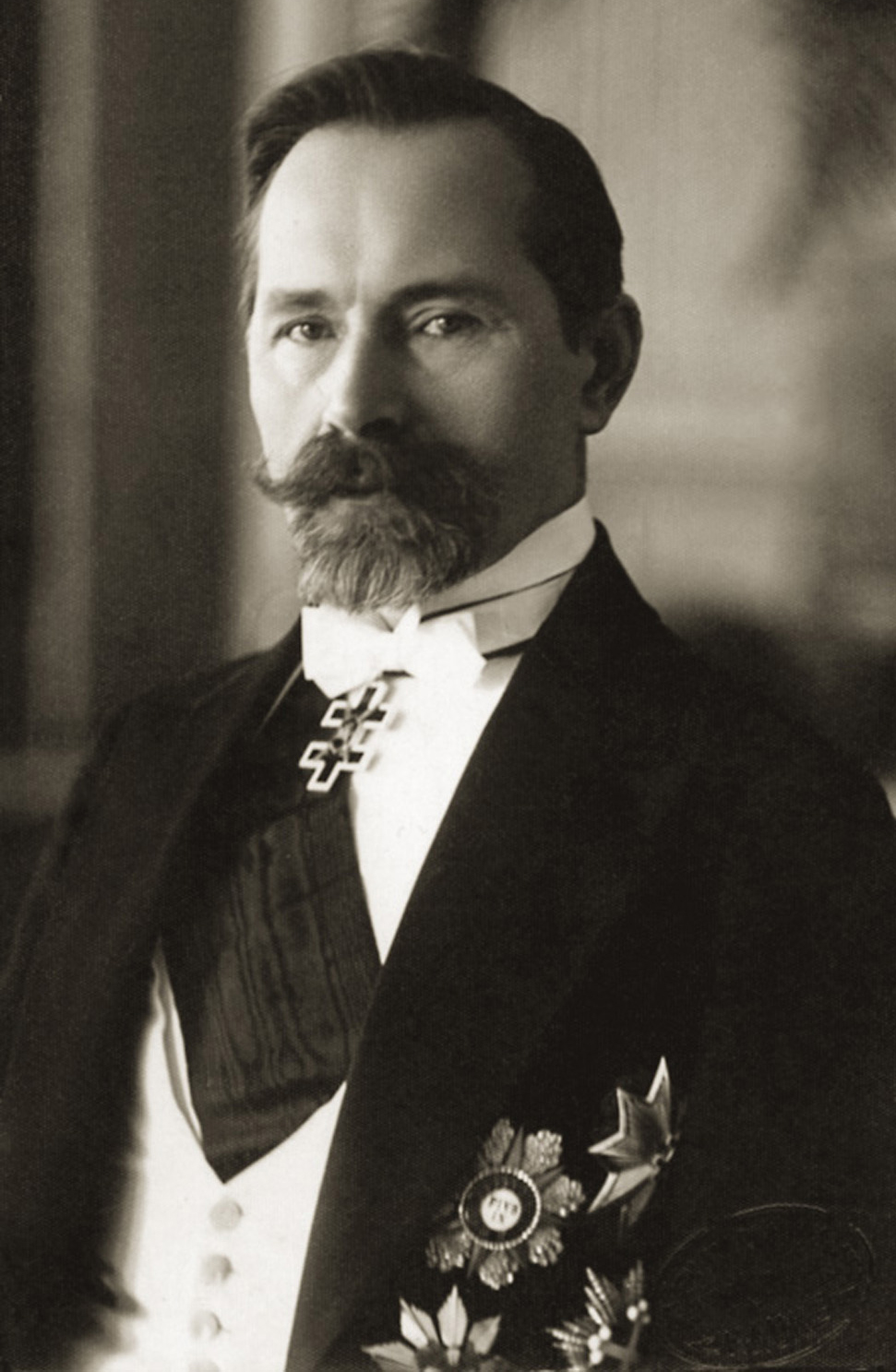
Prezydent Litwy Antanas Smetona udekorowany Orderem Krzyża Pogoni z Mieczami

Order Krzyża Pogoni (lit. Vyčio Kryžiaus ordinas) – drugie litewskie odznaczenie państwowe, a zarazem najwyższe wojskowe, ustanowione w 1919. Przyznawany jest obywatelom litewskim i obcokrajowcom za szczególne bohaterstwo wykazane w obronie wolności i niepodległości Państwa Litewskiego. Świętem orderu jest 23 listopada, Dzień Armii Litewskiej.

## Historia
Odznaczenie zostało ustanowione i oficjalnie zatwierdzone przez rząd litewski w dniu 30 lipca 1919. Order był przyznawany do 1940. Pomysłodawcą ustanowienia odznaczenia był litewski generał Silvestras Žukauskas. 
Początkowo nosiło nazwę Krzyż „Za Ojczyznę” (lit. Kryžius „Už tėvynę”), a od lutego 1920 Krzyż Pogoni (lit. Vyties Kryžius). Podzielony on został na trzy klasy gdzie I klasa była klasą najniższą, a III klasa – najwyższą. Różniły się wykonaniem odznaki krzyża i liczbą gwiazdek trój- lub pięciopromiennych umieszczanych na wstążce:
- I klasa – odznaka z brązu i jedna gwiazdka na wstążce,
- II klasa – odznaka z brązu i dwie gwiazdki,
- III klasa – odznaka z pozłacanego brązu i trzy gwiazdki[1].

W 1927 przyjęto nowy statut i nową nazwę Order Krzyża Pogoni (Vyties Kryžiaus Ordinas). Zmieniono też kolejność klas i odtąd III klasa była najniższą, a I klasa – najwyższą, odznaki wszystkich klas wykonywane były ze srebra i emaliowane na czarno:
- I klasa – uzyskała całkiem nowy wygląd – powiększoną odznakę mocowano do wielkiej wstęgi noszonej z ramienia do przeciwległego boku odznaczonego, który otrzymywał też srebrną gwiazdę orderową,
- II klasa – zamiast dwóch gwiazdek mocowano dwie gałązki dębowe,
- III klasa – zamiast gwiazdki – jedna gałązka dębowa[1].

W 1930 litewska nazwa odznaczenia została zmieniona z powodów lingwistycznych na Vyčio Kryžiaus Ordinas, zlikwidowano kategorię cywilną (ordery bez mieczy), a odznaczenie zostało podzielone na pięć klas, podobnie jak wiele innych europejskich orderów:
- I klasa – duży krzyż na wielkiej wstędze przewieszanej przez ramię i gwiazda orderowa na piersi,
- II klasa – średniej wielkości krzyż na wstędze na szyi i gwiazda orderowa,
- III klasa – średniej wielkości krzyż na wstędze na szyi,
- IV klasa – mały krzyż na prostokątnej wstążce z dwoma gałązkami dębowymi,
- V klasa – mały krzyż na prostokątnej wstążce z jedną gałązką dębową[1].

Po aneksji Litwy przez ZSRR w 1940 order został zniesiony. Przywrócono go 15 stycznia 1991, jako pierwsze z przedwojennych odznaczeń litewskich. Pierwszymi osobami odznaczonymi Orderem Krzyża Pogoni byli zamordowani przez Sowietów obrońcy wieży TV w Wilnie (1991), którym odznaczenie przyznano pośmiertnie (m.in. Loreta Asanavičiūtė).
Obecnie odznaczenie jest wykonywane w Mennicy Państwowej w Wilnie i przez firmę Gurtana, a wstążka orderu jest produkowana przez znaną duńską firmę medalierską Mørch & Søn w Kopenhadze. W 1992 wstążki orderu IV i V klasy były wykonywane przez znaną paryską firmę medalierską Arthus-Bertrand.
Obecnie order dzieli się on na pięć klas, wszystkie z mieczami. W 2002 ustanowiono powiązany z Orderem Medal Orderu Krzyża Pogoni.
W 90. rocznicę ustanowienia Orderu Krzyża Pogoni (2009) Poczta Litwy wydała znaczek pocztowy z wizerunkiem tego odznaczenia.

## Opis odznaki
Odznaką orderu jest emaliowany na czarno podwójny srebrny krzyż Jagiellonów (wykonywany z brązu i ze srebra próby 0,800) o rozmiarach 4,2 × 2,6 cm. Pośrodku krzyża znajduje się herb Litwy Pogoń na tle z czerwonej (pierwotnie wiśniowej) emalii (wersja z mieczami posiada dwa złote miecze skrzyżowane pod sześcioramienną tarczą herbową). Na rewersie napis: Už narsumą 1918/XI/23 (Za dzielność i data powstania Armii Litewskiej, a także kolejny numer odznaczenia – istnieją różne warianty). Obecna wersja zamiast tej daty ma wygrawerowany rok 1919 (taki wariant występował również na przedwojennych odznaczeniach). Kawalerom orderu I i II klasy przysługuje również gwiazda orderowa w kształcie srebrnej dziewięcioramiennej gwiazdy z wizerunkiem odznaki Orderu Krzyża Pogoni z Mieczami (do 1940 istniała również gwiazda orderowa bez mieczy). Wstążka orderu jest koloru karmazynowego z dwoma czarnymi paskami wzdłuż obu boków, z których jeden jest cieńszy, drugi grubszy.

## Odznaczeni
W latach 1920–1927 odznaczono:
- III klasą (najwyższą) – nikogo,
- II klasą z mieczami – 98 osób, bez mieczy – 22 osoby (21 obcokrajowców)
- I klasą (najniższą) z mieczami – 1 396 osób, bez mieczy – 78 osób (23 obcokrajowców)[1].

W latach 1927–1930 otrzymało:
- I klasę z mieczami – 7 osób, bez mieczy – 1 osoba:
  - Augustinas Voldemaras (1928 – jedyny order bez mieczy),
  - Silvestras Žukauskas (1927 – wcześniej posiadał dwie pozostałe klasy),
  - Antanas Smetona (1927 – wszystkie trzy klasy otrzymał jednocześnie),
  - Wiktor Emanuel III (1927),
  - Benito Mussolini (1927),
  - Paul von Hindenburg (1928),
  - Albert I Koburg (1929),
  - Tomáš Masaryk (1930),
- II klasę z mieczami – 10 osób, bez mieczy – 22 osoby (21 obcokrajowców),
- III klasę z mieczami – 75 osób, bez mieczy – 76 osób (11 obcokrajowców)[1].

W latach 1930–1940 wyróżniono już jedynie najniższą klasą:
- V klasa – 4 osoby[1].

W latach 90. XX w. order został przyznany 396 osobom:
- I klasa – 56 osób,
- II klasa – 30 osób,
- III klasa – 76 osoby,
- IV klasa – 144 osoby,
- V klasa – 91 osób[2].